# Adolph Goldschmidt
Adolph Goldschmidt (* 15. Januar 1863 in Hamburg; † 5. Januar 1944 in Basel) war ein deutscher Kunsthistoriker.

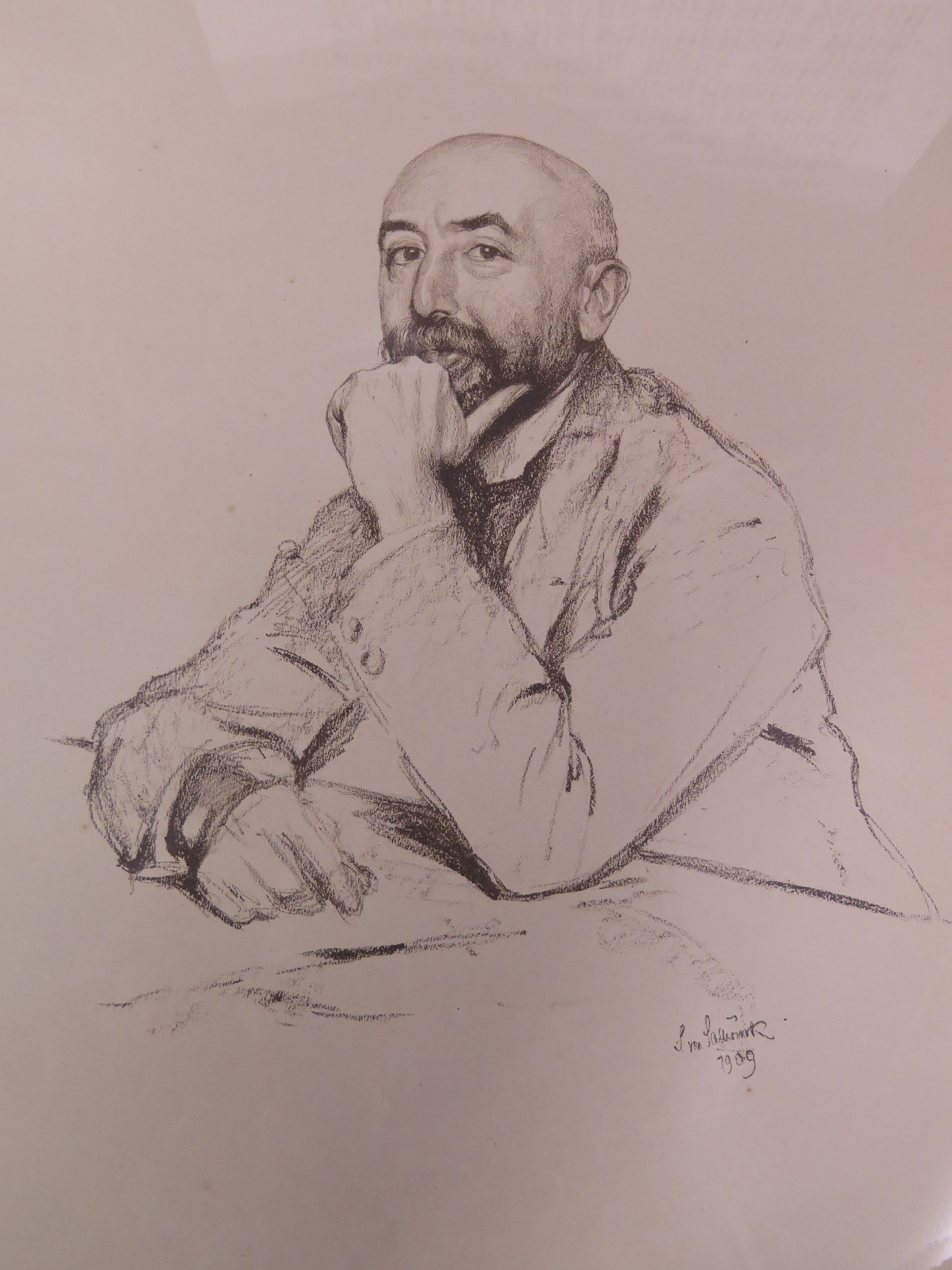
Sigmund von Sallwürk: Porträt von Adolph Goldschmidt, 1909

## Leben
Nach einer Lehre als Bankkaufmann, die ihm wenig zusagte, begann Goldschmidt 1885 mit dem Studium der Kunstgeschichte an den Universitäten von Jena, Kiel und in Leipzig bei Anton Springer. 1889 wurde er mit seiner Dissertation Lübecker Malerei und Plastik bis 1530, einer ersten detaillierten Bestandsaufnahme spätgotischer Kunst im nordostdeutschen Raum, promoviert. Er bereiste die Länder Nord-, Süd- und Westeuropas und wurde nach Vorlage seiner Arbeit Der Albanipsalter in Hildesheim und seine Beziehung zur symbolischen Kirchenskulptur des 12. Jahrhunderts (1893) Privatdozent an der Friedrich-Wilhelms-Universität Berlin. 1903 wurde er in Berlin außerordentlicher Professor für Kunstgeschichte, 1904 ordentlicher Professor an der Universität Halle. 1912 folgte er einem Ruf nach Berlin als Nachfolger von Heinrich Wölfflin, welcher damals nach München wechselte. Wölfflin und Goldschmidt vertraten unterschiedliche Methoden ihres Faches und waren auch persönlich recht verschieden. Dabei blieben sie sich in kollegialer Wertschätzung freundschaftlich verbunden.
Wie vorher schon in Halle, baute Goldschmidt auch in Berlin das kunsthistorische Seminar zu einem Arbeitsort für seine zahlreichen Schüler aus. Viele von diesen kamen später zu beruflichem Erfolg und Ansehen. Aber auch etwa die Dichter Christian Morgenstern und Rainer Maria Rilke haben bei ihm gehört. 1929 wurde er emeritiert.
Der Schwerpunkt von Goldschmidts kunstgeschichtlicher Forschungsarbeit lag bei der Kunst des Mittelalters, besonders auf dem Gebiet der niederdeutschen und niederländischen Malerei vom Spätmittelalter bis in die Barockzeit, der Buchmalerei und der byzantinischen und mittelalterlichen Plastik, besonders der Elfenbeinschnitzerei, die er in einem sechsbändigen Corpus erfasste, sowie der normannischen Architektur Siziliens. Er reiste viel und gern, gerühmt wird allgemein seine profunde Materialkenntnis. Goldschmidt konzentrierte seine Untersuchungen auf objektive Merkmale, erforschte ikonographische Zusammenhänge und stellte die Kunstwerke in ihr historisches Umfeld. So wurde Kunstgeschichte bei ihm zu einer exakten Wissenschaft.
1927 und 1930 war Goldschmidt als einer der ersten deutschen Hochschullehrer Visiting Professor an der Harvard University, 1931 wurde er Ehrendoktor der Princeton University, 1936 von Harvard. Damals wurde ihm angeboten, als erster Direktor das vor allem byzantinistische Forschungszentrum von Dumbarton Oaks aufzubauen, doch Goldschmidt kehrte nach Berlin zurück und lehnte nach langem Zögern ab, da er sich durch seine Stellung als emeritierter Dozent und sein internationales Ansehen geschützt fühlte. Erst 1939 emigrierte er aus Deutschland. Unterstützt von Robert von Hirsch zog er nach Basel, wo er 1944 verstarb.
Adolph Goldschmidt war von 1914 bis zu seinem Ausschluss 1938 Mitglied der Akademie der Wissenschaften in Berlin. Er war Mitherausgeber des Jahrbuchs der preußischen Kunstsammlungen, Vorsitzender der Berliner Kunstgeschichtlichen Gesellschaft und Abteilungsleiter im Deutschen Verein für Kunstwissenschaft. Zu seinem 70. Geburtstag 1933 wurde er mit der Goethe-Medaille für Kunst und Wissenschaft und mit dem Adlerschild geehrt. Er pflegte einen weiten Freundes-, Schüler- und Bekanntenkreis, dazu gehörten unter vielen anderen Max Liebermann, Edvard Munch, Aby Warburg, Erwin Panofsky, Kurt Weitzmann und Friedrich Meinecke. Er war ein beliebter Gesprächs- und Briefpartner, bescheiden und neugierig, und teilte seine eigenen Kenntnisse gerne mit anderen.

## Schriften
- Bibliographie in Adolph Goldschmidt: Lebenserinnerungen, hg. von Marie Roosen-Runge-Mollwo. Deutscher Verlag für Kunstwissenschaft, Berlin 1989, S. 465–478, dort S. 437 f. auch eine Übersicht über die erhaltenen Teile des Nachlasses.